# القديس ودامون
القديس ودامون هو أول شهيد مصري استشهد لأجل المسيح وودامون معناه الخاص بأمون ويكتب بالمصرية ⲃⲁϯⲙⲱⲛ أي الخاص بآمون الإله المصري.

## الولادة
ولد ودامون بارمنت الصعيد وكان رجل فاهم وكان وثني وقد علم من أصدقائه أنه هناك طفل وأمة في الاشمونين وهم من الناصرة بفلسطين. وبعد ما انصرف أصدقائه ذهب إلى الأشمونين وتقابل مع الطفل يسوع فسجد له فلما رآه الطفل تبسم في وجهه وقال له: 
 فاندهش القديس ودامون وقال: 
 فقال له الصبي: 
 فقام الرجل وسجد للسيد المسيح فباركه ثم انصرف راجعا إلى بيته فلما عاد ودامون إلى أرمنت سمع عابدو الأوثان بوصوله وشاع الخبر في المدينة أن ودامون زار يسوع. فجاءوا إليه مسرعين وقالوا: 
 فقال لهم: 
 فصرخوا كلهم بصوت واحد وأشهروا سيوفهم عليه.

## انتشار المسيحية
ولما أبطلت عبادة الأوثان وانتشرت المسيحية في البلاد قام المسيحيون وجعلوا بيته كنيسة على اسم السيدة العذراء مريم وابنها الذي له المجد الدائم. وهذه الكنيسة هي التي تسمي الجيوشنة وتفسيرها «كنيسة الحي» بظاهر أرمنت وهي باقية إلى الآن.